# Dálnice A21 (Rakousko)
Dálnice A21 (německy Autobahn A21 nebo Wiener Außenring Autobahn) je 38 kilometrů dlouhá rakouská dálnice, která tvoří jihozápadní obchvat Vídně. Začíná u Steinhäuslu na křižovatce s dálnicí A1 a vede jižním a jihovýchodním směrem, přičemž na jižním okraji Vídně u Vösendorfu končí na křižovatce s dálnicí A2 a rychlostní silnicí S1.
Stavba vídeňského vnějšího dálničního okruhu byla plánována již ve 30. letech 20. století, práce byly zahájeny v roce 1940, o dva roky později však byly kvůli válečným událostem zastaveny. V poválečné době byly prověřovány i další varianty trasování, vedení jižnějším údolím Helenental ale bylo zamítnuto. Stavba dálnice A21 byla zahájena v roce 1964 a její první úsek mezi Vösendorfem a Brunnem am Gebirge byl zprovozněn roku 1968. Poslední část byla pro motoristy otevřena v roce 1982, jednalo se o úsek mezi Mayerlingem a Hinterbrühlem.

## Dálniční křižovatky
- Steinhäusl (km 0) – dálnice A1 (E60)
- Vösendorf (km 38) – dálnice A2 (E59) a rychlostní silnice S1 (E60)